# ناتاشا جيت
ناتاشا جيت (بالإسبانية: Natacha Jaitt)‏‏ (13 أغسطس 1977 في بوينس آيرس - 23 فبراير 2019 ) ممثلة، وعارضة، ومذيعة، ونجمة سينما من الأرجنتين.

## روابط خارجية
- ناتاشا جيت على موقع IMDb (الإنجليزية)